# Perconia centrifasciata
Perconia centrifasciata là một loài bướm đêm trong họ Geometridae.